# Stazione meteorologica di Montagnana
La stazione meteorologica di Montagnana è la stazione meteorologica di riferimento relativa alla località di Montagnana.

## Coordinate geografiche
La stazione meteorologica si trova nell'area climatica dell'Italia nord-orientale, nel Veneto, in provincia di Padova, nel comune di Montagnana, a 14 metri s.l.m. e alle coordinate geografiche 45°13′N 11°28′E.

## Dati climatologici
In base alla media trentennale di riferimento 1961-1990, la temperatura media del mese più freddo, gennaio, si attesta a +1,8 °C, quella del mese più caldo, luglio, è di +23,3 °C.
Le precipitazioni medie annue, distribuite in modo irregolare con un minimo relativo invernale, si aggirano tra i 700  e i 750 mm e sono distribuite mediamente in 78 giorni .
| Montagnana            | Mesi   | Mesi   | Mesi   | Mesi   | Mesi   | Mesi   | Mesi   | Mesi   | Mesi   | Mesi   | Mesi   | Mesi   | Stagioni | Stagioni | Stagioni | Stagioni | Anno |
| Montagnana            | Gen    | Feb    | Mar    | Apr    | Mag    | Giu    | Lug    | Ago    | Set    | Ott    | Nov    | Dic    | Inv      | Pri      | Est      | Aut      | Anno |
| --------------------- | ------ | ------ | ------ | ------ | ------ | ------ | ------ | ------ | ------ | ------ | ------ | ------ | -------- | -------- | -------- | -------- | ---- |
| T. max. media (°C)    | 5,1    | 9,5    | 13,5   | 18,8   | 23,9   | 27,8   | 30,3   | 29,2   | 25,3   | 19,2   | 11,5   | 5,3    | 6,6      | 18,7     | 29,1     | 18,7     | 18,3 |
| T. min. media (°C)    | −1,5   | 0,1    | 2,4    | 6,5    | 10,6   | 14,3   | 16,3   | 15,8   | 12,8   | 7,5    | 3,7    | −1,4   | −0,9     | 6,5      | 15,5     | 8,0      | 7,3  |
| Precipitazioni (mm)   | 56     | 51     | 44     | 56     | 84     | 74     | 58     | 70     | 64     | 47     | 78     | 49     | 156      | 184      | 202      | 189      | 731  |
| Giorni di pioggia     | 6      | 6      | 6      | 7      | 8      | 7      | 6      | 6      | 5      | 6      | 9      | 6      | 18       | 21       | 19       | 20       | 78   |
| Vento (direzione-m/s) | NE 5,0 | NE 6,1 | NE 5,8 | NE 5,7 | NE 5,3 | NE 4,9 | NE 4,5 | NE 4,5 | NE 4,5 | NE 4,8 | NE 5,4 | NE 5,0 | 5,4      | 5,6      | 4,6      | 4,9      | 5,1  |